# Matilde Throup
Matilde Throup, född 1876, död 1922, var en chilensk jurist.
Hon blev 1892 landets första kvinnliga advokat.